# Canton de Mirebeau
Le canton de Mirebeau est un ancien canton français situé dans le département de la Vienne et la région Poitou-Charentes.
Ce canton est intégré au nouveau canton de Migné-Auxances créé par décret du 26 février 2014.

## Géographie
Ce canton était organisé autour de Mirebeau dans l'arrondissement de Poitiers. Son altitude varie de 71 m (Thurageau) à 169 m (Cherves) pour une altitude moyenne de 124 m.

## Représentation

### Conseillers généraux de 1833 à 2015
| Période | Période      | Identité                    | Étiquette                  | Qualité |
| ------- | ------------ | --------------------------- | -------------------------- | --- |
| 1833    | 1834         | Charles Rousseau-Laspois    | Socialiste                 | Propriétaire, maire de Mirebeau (1830-1834)                                                                                |
| 1834    | 1848         | Baron Marc Horace Demarçay  | Républicain modéré         | Maréchal de camp Propriétaire à Blaslay Président du Conseil Général de la Vienne Député des Deux-Sèvres (1845-1849)       |
| 1848    | 1852         | Charles Rousseau-Laspois    | Républicain                | Maire de Mirebeau (1848-1851)                                                                                              |
| 1852    | 1855         | Augustin Henri Paul Rouillé |                            | Notaire à Mirebeau |
| 1855    | 1865 (décès) | Louis Nicias Gaillard,      |                            | Président de chambre à la Cour de cassation                                                                                |
| 1865    | 1871         | Ferdinand Dubard            |                            | Juge d'instruction à Paris                                                                                                 |
| 1871    | 1880         | Léopold Roblin              | Droite                     | Propriétaire à Poitiers |
| 1880    | 1884 (décès) | Pierre Métayer              | Républicain                | Conseiller honoraire à la Cour d'appel de Poitiers                                                                         |
| 1884    | 1898         | Albert Nivert               | Républicain                | Député (1889-1895) Adjoint au Maire du 17e arrondissement de Paris                                                         |
| 1898    | 1937         | Guillaume Poulle            | Rad.                       | Avocat Maire de Cherves Président du Conseil Général Sénateur (1906-1927)                                                  |
| 1937    | 1940         | Georges Maurice             | Rad.                       | Avocat Ancien conseiller général du Canton de Loudun Ancien Maire de Sammarçolles                                          |
|         |              |                             |                            | |
| 1945    | 1949         | Georges Maurice             | Rad.                       | Avocat,ancien résistant Président du Conseil Général (1945-1949) Sénateur (1948-1958)                                      |
| 1949    | 1979         | Jean Raffarin               | CNIP puis UDF              | Aide-comptable à la Coopérative agricole de la Vienne Maire de Vouzailles Député (1951-1954) Secrétaire d'État (1954-1955) |
| 1979    | 1992         | Bernard Rousselle           | PS                         | Professeur de mathématiques Maire de Mirebeau (2001-2008)                                                                  |
| 1992    | 2015         | Denis Brunet                | App. UDF puis UMP puis UDI | Médecin à Mirebeau Vice-Président du Conseil Général Suppléant du député Éric Duboc (1993-1997)                            |

### Conseillers d'arrondissement (de 1833 à 1940)
| Période                                  | Période | Identité                    | Étiquette   | Qualité |
| ---------------------------------------- | ------- | --------------------------- | ----------- | --- |
| 1833                                     |         | Vincent Taffoireau          |             | Notaire à Mirebeau                                                                                               |
|                                          |         |                             |             | |
| 1883                                     |         | Narcisse Lafond             | Républicain | Propriétaire, maire de Mirebeau                                                                                  |
|                                          |         |                             |             | |
| av.1895                                  | 1919    | Emmanuel-Thomas René        | Républicain | Chef des travaux à la Faculté des Sciences, maire de Mirebeau, Président du Conseil d'arrondissement             |
| 1919                                     | 1931    | Gaston Orlowski (1870-1937) | RG          | Médecin à Mirebeau, Président de la Société de secours mutuel                                                    |
| 1931                                     | 1940    | Maurice Aguillon            | Radical     | Négociant, conseiller municipal de Mirebeau Député (1939-1940) Résistant, déporté, décédé à Gross-Rosen, Pologne |
| 1940                                     |         |                             |             | Les conseils d'arrondissement ont été suspendus par la loi du 12 octobre 1940 et n'ont jamais été réactivés      |
| Les données manquantes sont à compléter. |         |                             |             | |

## Composition
Le canton de Mirebeau regroupait 10 communes et comptait 6 910 habitants (recensement de 2007 populations municipales).
| Nom                  | Code Insee | Codepostal | Superficie (km2) | Population (dernière pop. légale) | Densité (hab./km2) |
| -------------------- | ---------- | ---------- | ---------------- | --------------------------------- | ------------------ |
| Mirebeau (chef-lieu) | 86160      | 86110      | 13,84            | 2 156 (2012)                      | 156                |
| Amberre              | 86002      | 86110      | 15,63            | 554 (2012)                        | 35                 |
| Champigny-le-Sec     | 86053      |            | 24,31            | 1 095 (2012)                      | 45                 |
| Cherves              | 86073      | 86170      | 25,81            | 567 (2012)                        | 22                 |
| Cuhon                | 86089      | 86110      | 16,34            | 406 (2012)                        | 25                 |
| Maisonneuve          | 86144      | 86170      | 8,97             | 305 (2012)                        | 34                 |
| Massognes            | 86150      | 86170      | 13,59            | 296 (2012)                        | 22                 |
| Thurageau            | 86271      | 86110      | 35,29            | 824 (2012)                        | 23                 |
| Varennes             | 86277      | 86110      | 12,80            | 361 (2012)                        | 28                 |
| Vouzailles           | 86299      | 86170      | 15,77            | 575 (2012)                        | 36                 |

## Démographie
| 1962  | 1968  | 1975  | 1982  | 1990  | 1999  | 2006  | 2011  | 2012  |
| ----- | ----- | ----- | ----- | ----- | ----- | ----- | ----- | ----- |
| 7 228 | 6 744 | 6 382 | 6 397 | 6 215 | 6 289 | 6 811 | 7 109 | 7 139 |

## Sources
1. ↑  « Maitron », sur univ-paris1.fr (consulté le 21 juillet 2021).
2. ↑  « Ministère de la culture - Base Léonore », sur culture.gouv.fr (consulté le 21 juillet 2021).
3. ↑  « Louis Nicias-Gaillard (1804-1865) - Auteur - Ressources de la Bibliothèque nationale de France », sur data.bnf.fr (consulté le 16 août 2020).
4. ↑  « Ministère de la culture - Base Léonore », sur culture.gouv.fr (consulté le 21 juillet 2021).
5. ↑  Structure de la population du canton de 1968 à l'année de la dernière population légale connue
6. ↑  Fiches Insee - Populations légales du canton pour les années 2006, 2011, 2012